# 히트 (2013년 영화)
《히트》(영어: The Heat)는 2013년 공개된 폴 피그 연출, 케이트 디폴드 각본의 버디 경찰 액션 코미디 영화이다. 샌드라 불럭과 멀리사 매카시가 각각 FBI 요원과 형사 역으로 나와 보스턴의 마약왕을 검거하기 위해 공조 수사를 벌인다.

## 줄거리
13년차 FBI 요원 세라 애슈번은 유능한 수사관이지만, 오만하고 히스테리컬한 성격 때문에 동료 요원들로부터 기피되고 있었다. 그녀의 상사는 그런 점을 들어 그녀의 승진을 반려하는 대신, 보스턴의 마약왕 라킨을 검거하는 임무를 맡긴다. 보스턴 경찰에서 애슈번은 마약 수사 담당이자 소문난 독종 형사 섀넌 멀린스와 만난다. 샌님인 애슈번과 거침없는 멀린스는 티격태격하며 공조 수사에 나선다.
애슈번과 멀린스는 라킨의 거래자인 사업가 행크 러스와에게 접근하기 위해 그가 운영하는 클럽으로 간다. 애슈번이 다소 어설프게 러스와를 유혹해서 그의 휴대폰에 추적 장치를 다는 데 성공한다. 그런데 클럽을 나온 후 둘보다 먼저 라킨 사건을 수사하고 있었다는 마약단속국 소속의 크레이그와 애덤 요원과 충돌한다. 멀린스는 마초적인 크레이그와 말다툼을 하다가 클럽을 찍은 영상에서 남동생인 제이슨이 있는 것을 발견한다. 제이슨은 멀린스가 직접 체포해서 감옥에 갔다가 며칠 전에야 석방된 참이었다.
멀린스는 동생이 라킨과 거래하는지 의심하고 애슈번과 함께 본가로 간다. 멀린스네 가족은 멀린스가 가족인 제이슨을 체포한 것 때문에 그녀와 의절하다시피 한 상태였다. 그런데 제이슨은 누나를 돕고 싶다면서, 최근에 어느 마약상이 살해되었다는 정보를 알려준다. 애슈번과 멀린스는 마약상의 시체를 조사한 뒤 어느 폐쇄된 페인트 공장에서 살해되었음을 발견한다. 그리고 그 공장에서, 마약상을 토사구팽하고 있던 라킨의 하수인 줄리언을 체포한다. 멀린스는 권총으로 줄리언의 고간을 겨누고 위협하지만 결국 라킨의 정보는 얻지 못한다.
수사에서 방출된 애슈번은 그날 밤 멀린스와 함께 술잔을 기울이며, 일전의 태도를 사과하며 입양아였던 과거를 토로한다. 술에 취한 두 사람은 술집에서 광란의 파티를 벌인다. 다음 날 애슈번이 수사국을 찾아가 보니 줄리언은 탈옥한 상태였다. 더불어 멀린스에게 가족을 노리고 있다는 메시지가 도달하고, 초조해진 멀린스가 가족들을 모텔에 숨긴다. 제이슨은 라킨과 위장 접촉했다면서 어느 크루즈선에서 마약 밀수가 이루어질 거라는 정보를 넘기는데, 그것은 라킨의 속임수였다. 라킨은 첩자인 제이슨에게 총상을 입혔고 제이슨은 혼수상태가 되어 입원한다. 멀린스와 애슈번은 라킨을 반드시 붙잡겠다고 다짐한다.
멀린스의 집에 숨겨둔 온갖 장비와 무기들로 무장한 두 사람은 라킨의 마약 창고로 잠입한다. 그러나 예상보다 라킨의 부하들이 많아 둘은 줄리언에게 붙잡히고 애슈번의 허벅지에 칼날이 박힌다. 줄리언이 라킨의 연락을 받으러 간 사이 멀린스가 결박을 푼 참에, 마약단속국 수사관 크레이그와 애덤이 도착한다. 그리고 의도치 않게 라킨의 정체가 그를 수사하고 있었던 애덤으로 밝혀진다. 마약 거래로 돈을 벌려고 했다는 라킨은 크레이그를 사살하고, 줄리언에게 두 사람을 처리하라고 지시한 뒤 제이슨을 죽이기 위해 자리를 뜬다. 멀린스는 줄리언을 쓰러뜨린 뒤 부상자인 애슈번을 데리고 라킨을 쫓는다. 멀린스가 제이슨의 병원에 도착했을 때, 이미 라킨이 제이슨에게 총을 겨누고 있었다. 그러나 애슈번이 뒤에서 나타나 라킨의 고간을 쏜다.
사건이 해결되고 멀린스는 경찰청의 표창을 받으며, 애슈번은 특수 요원으로 승진한다. 두 사람은 절친한 사이이자 의자매가 된다.

## 출연
- 샌드라 불럭 - 세라 애슈번 역
- 멀리사 매카시 - 섀넌 멀린스 역
- 데미안 비치르 - 헤일 역
- 말런 웨이언스 - 리비 역
- 마이클 래퍼포트 - 제이슨 멀린스 역
- 제인 커틴 - 멀린스 부인 역
- 스포큰 리즌스 - 터렐 로하스 역
- 댄 배커달 - 특수요원 크레이그 개릿 역
- 태런 킬럼 - 특수요원 애덤 / 사이먼 라킨 역
- 마이클 맥도널드 - 줄리언 빈센트 역
- 톰 윌슨 - 우즈 반장 역
- 마이클 투치 - 멀린스 씨 역
- 조이 매킨타이어 - 피터 멀린스 역
- 빌 버 - 마크 멀린스 역
- 네이선 코드리 - 마이클 멀린스 역
- 제시카 채핀 - 지나 역
- 제이미 덴보 - 베스 역
- 애덤 레이 - 행크 러스와 역
- 케이틀린 올슨 - 타티아나 크루모바 역
- 토니 헤일 - 존 역
- 앤디 버클리 - 로빈 역
- 벤 팰콘 - 블루칼라 사내 역
- 존 로스 바우이 - FBI 직원 역
- 크리스 게서드 - 본인 역
- 스티브 배노스 - 웨인 역
- 잭 우즈 - 응급 구조사 역
- 케이티 디폴드 - 응급실 간호사 역
- 미치 실파 - 마약상 역
- 폴 피그 - 의사 역

## 기타 제작진
- 총괄 제작: 딜런 클라크, 폴 피그
- 미술: 제퍼슨 세이지